# Susana Tonda Mitri
Susana María Tonda Mitri (Argentina, 1955) es una ingeniera comercial y política argentina nacionalizada chilena, que se desempeñó como directora nacional del Servicio Nacional de Menores (Sename), durante el segundo gobierno del presidente Sebastián Piñera entre 2018 y 2020.

## Biografía

### Familia y estudios
Nació en Argentina en 1955, hija de descendientes italianos argentinos. Vivió en ese país hasta los cuatro años, cuando su familia se trasladó a Chile buscando oportunidades laborales. Realizó sus estudios superiores en la carrera de ingeniería comercial de la Pontificia Universidad Católica (PUC).
En 1973 contrajo matrimonio con Federico Novoa, con quien tuvo cuatro hijos.

### Carrera profesional
Ha ejercido su profesión en el sector público y privado. En 1988, se incorporó Bancard, holding que agrupa varias sociedades del empresario Sebastián Piñera, a quien conoció mientras este ejercía como profesor en la Universidad Católica. En dicha empresa, actuó como gerenta de Planificación y Estudios, hasta 1992, para luego pasar a asumir como gerenta general, hasta 1993.
Seguidamente, en ese último año, ingresó a Fincard, empresa dedicada a la emisión de tarjetas de crédito, desempeñándose como gerenta general entre 1993 y 1995. En esa fecha, la empresa fue vendida al Banco Santander, pasándose a llamar Santander Banefe; desde entonces, continuó sirviendo como gerenta general, hasta 1999.
En 2001, se integró a la firma Línea Aérea Nacional (LAN) como vicepresidenta de Procesos y Personas. En 2004, la abandonó, producto de diferencias en los estilos de gestión con los hermanos Cueto, siendo contratada por la tienda retail Casa&Ideas como gerenta general en 2006.
De manera simultánea, entre 2004 y 2012, fue miembro de los directorios de la Fundación Fondo Esperanza, Fundación Emplea, Rostros Nuevos, Súmate y Esperanza Nuestra, entre otras organizaciones benéficas. De la misma manera, entre 2006 y 2012, ejerció como directora ejecutiva del Hogar de Cristo y sus fundaciones, función en la que logró innovaciones para la institución a través de nuevos modelos de planificación y gestión. A continuación, fue miembro de los directorios de Ripley, Banco Bilbao Vizcaya Argentina (BBVA), Embotelladora Argentina y de AFP Cuprum.
Durante el primer gobierno de Sebastián Piñera, entre 2012 y 2014, fue miembro de varios consejos y comisiones estatales, entre las que se encuentran la «Comisión Asesora Presidencial para la Actualización de la Línea de la Pobreza»; el «Consejo Asesor Presidencial Trabajo y Equidad»; la «Comisión Entorno y Redes para Medición de la Pobreza Multidimensional»; la «Comisión de Expertos de Ingreso Ético Familiar», y las mesas de trabajo para el apoyo a políticas públicas de los sectores vulnerables. Además, integró el Consejo de la Sociedad Civil de la Comisión para el Mercado Financiero (CMF).
Posteriormente, se desempeñó como consejera de Comunidad Mujer, y fue profesora del área de gestión y estrategia en la Escuela de Administración de la Pontificia Universidad Católica, institución donde actuó como directora ejecutiva de su Centro de Gobierno Corporativo entre 2016 y 2018.
Con ocasión de la segunda administración del presidente Sebastián Piñera, el 11 de marzo de 2018, fue nombrada como directora nacional del Servicio Nacional de Menores (Sename). Presentó su renuncia al cargo el 4 de mayo de 2020, debido a diferencias con el ministro de Justicia y Derechos Humanos, Hernán Larraín.